# Scopami
Scopami (Baise-moi) è il primo romanzo della scrittrice francese Virginie Despentes, pubblicato nel 1993 in Francia e arrivato in Italia nel 1999. Dal libro è stato tratto il film Baise moi - Scopami, uscito nel 2000.

## Trama
Protagoniste del romanzo sono Nadine, una giovane che lavora come prostituta, e Manuelle "Manu", studentessa e occasionalmente attrice in film pornografici. Le due ragazze, che non si conoscono e vivono esistenze agli opposti, hanno però in comune, come tutte le donne, la medesima condizione di sottomissione al genere maschile, condizione che genererà gradualmente in loro, violenza subita dopo violenza subita, un comune sentimento di profondissima rabbia verso gli uomini.

Una serie di drastici eventi costringeranno entrambe a dover abbandonare la città e, per puro caso, ad incontrarsi: decideranno così di dare inizio a un lungo viaggio on the road e, non avendo in fondo più niente da perdere, di vendicarsi: non soltanto sul genere maschile, ma su chiunque, sul mondo intero, per "dare, infine, agli altri un valido motivo per giudicarle":
C'è sempre stato tra lei e gli altri uno spazio, questo qualcosa di terribile che lei aveva sempre avuto paura che scoprissero ma che era ridicolo perché non aveva niente da nascondere. Adesso aveva delle buone ragioni per temere la loro indiscrezione, per trovare la troppa amabilità fuori luogo. Questa sensazione vecchia e familiare d'impostura, d'abusare della fiducia degli altri.

## Edizioni
- Scopami (traduzione di Silvia Marzocchi) Einaudi, collana Stile Libero, 1999. ISBN 9788806148560
- Scopami (traduzione di Silvia Marzocchi) Fandango, collana Narrativa Straniera 2020. ISBN 9788860447401